# 1997-es fedett pályás atlétikai világbajnokság
Az 1997-es fedett pályás atlétikai világbajnokságot Párizsban, Franciaországban rendezték március 7. és március 9. között. A vb-n 28 versenyszámot rendeztek.

## A magyar sportolók eredményei
Magyarország a világbajnokságon tizennégy sportolóval képviseltette magát.

## Éremtáblázat
(A táblázatban a rendező nemzet eltérő háttérszínnel kiemelve.)
| Helyezés | Nemzet           | Arany | Ezüst | Bronz | Összesen |
| 1.       | Egyesült Államok | 6     | 2     | 7     | 15       |
| 2.       | Kuba             | 3     | 2     | 0     | 5        |
| 3.       | Oroszország      | 3     | 1     | 4     | 8        |
| 4.       | Ukrajna          | 2     | 2     | 0     | 4        |
| 5.       | Görögország      | 2     | 1     | 0     | 3        |
| 6.       | Jamaica          | 1     | 5     | 0     | 6        |
| 7.       | Németország      | 1     | 3     | 1     | 5        |
| 8.       | Nigéria          | 1     | 1     | 2     | 4        |
| 9.       | Marokkó          | 1     | 1     | 1     | 3        |
| 10.      | Csehország       | 1     | 0     | 2     | 3        |
| 11.      | Bulgária         | 1     | 0     | 0     | 1        |
| 11.      | Dánia            | 1     | 0     | 0     | 1        |
| 11.      | Etiópia          | 1     | 0     | 0     | 1        |
| 11.      | Olaszország      | 1     | 0     | 0     | 1        |
| 11.      | Mozambik         | 1     | 0     | 0     | 1        |
| 11.      | Kazahsztán       | 1     | 0     | 0     | 1        |
| 11.      | Románia          | 1     | 0     | 0     | 1        |
| 18.      | Nagy-Britannia   | 0     | 3     | 0     | 3        |
| 19.      | Franciaország    | 0     | 1     | 2     | 3        |
| 20.      | Kenya            | 0     | 1     | 1     | 2        |
| 21.      | Ausztrália       | 0     | 1     | 0     | 1        |
| 21.      | Bahama-szigetek  | 0     | 1     | 0     | 1        |
| 21.      | Fehéroroszország | 0     | 1     | 0     | 1        |
| 21.      | Észtország       | 0     | 1     | 0     | 1        |
| 21.      | Írország         | 0     | 1     | 0     | 1        |
| 26.      | Lengyelország    | 0     | 0     | 2     | 2        |
| 27.      | Izland           | 0     | 0     | 1     | 1        |
| 27.      | Japán            | 0     | 0     | 1     | 1        |
| 27.      | Norvégia         | 0     | 0     | 1     | 1        |
| 27.      | Portugália       | 0     | 0     | 1     | 1        |
| 27.      | Kína             | 0     | 0     | 1     | 1        |
| 27.      | Jugoszlávia      | 0     | 0     | 1     | 1        |
| Összesen | Összesen         | 28    | 28    | 28    | 84       |

## Érmesek
- WR – világrekord
- CR – világbajnoki rekord
- AR – kontinens rekord
- NR – országos rekord
- PB – egyéni rekord
- WL – az adott évben aktuálisan a világ legjobb eredménye
- SB – az adott évben aktuálisan az egyéni legjobb eredmény

### Férfi
| Versenyszám     | Arany                                                                   | Arany      | Ezüst                                                                       | Ezüst        | Bronz                                                                              | Bronz        |
| --------------- | ----------------------------------------------------------------------- | ---------- | --------------------------------------------------------------------------- | ------------ | ---------------------------------------------------------------------------------- | ------------ |
| 60 m            | Harálambosz Papadiász · Görögország                                     | 6,50 NR    | Michael Green · Jamaica                                                     | 6,51         | Davidson Ezinwa · Nigéria                                                          | 6,52 PB      |
| 200 m           | Kevin Little · Egyesült Államok                                         | 20,40 CR   | Iván García · Kuba                                                          | 20,46 PB     | Francis Obikwelu · Nigéria                                                         | 21,10        |
| 400 m           | Sunday Bada · Nigéria                                                   | 45,51 AR   | Jamie Baulch · Nagy-Britannia                                               | 45,62        | Sundzsi Karube · Japán                                                             | 45,76 AR     |
| 800 m           | Wilson Kipketer · Dánia                                                 | 1:42,67 WR | Mahjoub Haida · Marokkó                                                     | 1:45,76 NR   | Rich Kenah · Egyesült Államok                                                      | 1:46,16 PB   |
| 1500 m          | Hisám el-Gerúzs · Marokkó                                               | 3:35,31 CR | Rüdiger Stenzel · Németország                                               | 3:37,24      | William Tanui · Kenya                                                              | 3:37,48      |
| 3000 m          | Haile Gebrselassie · Etiópia                                            | 7:34,71 CR | Paul Bitok · Kenya                                                          | 7:38,84      | Ismaïl Sghyr · Marokkó                                                             | 7:40,01      |
| 60 m gát        | Anier García · Kuba                                                     | 7,48 NR    | Colin Jackson · Nagy-Britannia                                              | 7,49         | Tony Dees · Egyesült Államok                                                       | 7,50         |
| Magasugrás      | Charles Austin · Egyesült Államok                                       | 235 cm     | Lámbrosz Papakósztasz · Görögország                                         | 232 cm       | Dragutin Topic · Jugoszlávia                                                       | 232 cm       |
| Rúdugrás        | Igor Potapovics · Kazahsztán                                            | 590 cm AR  | Lawrence Johnson · Egyesült Államok                                         | 585 cm       | Makszim Taraszov · Oroszország                                                     | 580 cm       |
| Távolugrás      | Iván Pedroso · Kuba                                                     | 851 cm CR  | Kirill Szoszunov · Oroszország                                              | 841 cm PB    | Joe Greene · Egyesült Államok                                                      | 841 cm PB    |
| Hármasugrás     | Yoel García · Kuba                                                      | 17,30 m    | Aliecer Urrutia · Kuba                                                      | 17,27 m      | Alekszandr Aszeledcsenko · Oroszország                                             | 17,22 m PB   |
| Súlylökés       | Jurij Bilonoh · Ukrajna                                                 | 21,02 m    | Olekszandr Bahacs · Ukrajna                                                 | 20,94 m      | John Godina · Egyesült Államok                                                     | 20,87 m      |
| 4 × 400 m váltó | Egyesült Államok · Jason Rouser · Mark Everett · Sean Maye · Deon Minor | 3:04,93    | Jamaica · Linval Laird · Michael McDonald · Dinsdale Morgan · Greg Haughton | 3:08,11      | Franciaország · Pierre-Marie Hilaire · Rodrigue Nordin · Loïc Lerouge · Fred Mango | 3:09,68      |
| Hétpróba        | Robert Změlík · Csehország                                              | 6228 pont  | Erki Nool · Észtország                                                      | 6213 pont PB | Jón Magnússon · Izland                                                             | 6145 pont NR |

### Női
| Versenyszám     | Arany                                                                                             | Arany      | Ezüst                                                                                        | Ezüst        | Bronz                                                                  | Bronz      |
| --------------- | ------------------------------------------------------------------------------------------------- | ---------- | -------------------------------------------------------------------------------------------- | ------------ | ---------------------------------------------------------------------- | ---------- |
| 60 m            | Gail Devers · Egyesült Államok                                                                    | 7,06       | Chandra Sturrup · Bahama-szigetek                                                            | 7,15         | Frederique Bangue · Franciaország                                      | 7,17       |
| 200 m           | Ekateríni Kóffa · Görögország                                                                     | 22,76 NR   | Juliet Cuthbert · Jamaica                                                                    | 22,77        | Szvetlana Goncsarenko · Oroszország                                    | 22,85      |
| 400 m           | Jearl Miles Clark · Egyesült Államok                                                              | 50,96 WL   | Sandie Richards · Jamaica                                                                    | 51,17 PB     | Helena Fuchsová · Csehország                                           | 52,04 PB   |
| 800 m           | Maria Mutola · Mozambik                                                                           | 1:58,96    | Natalja Duhnova · Fehéroroszország                                                           | 1:59,31 NR   | Joetta Clark · Egyesült Államok                                        | 1:59,82 PB |
| 1500 m          | Jekatyerina Podkopajeva · Oroszország                                                             | 4:05,19 PB | Patricia Djaté-Taillard · Franciaország                                                      | 4:06,16 NR   | Lidia Chojecka · Lengyelország                                         | 4:06,25 NR |
| 3000 m          | Gabriela Szabo · Románia                                                                          | 8:45,75    | Sonia O'Sullivan · Írország                                                                  | 8:46,19 NR   | Fernanda Ribeiro · Portugália                                          | 8:49,79    |
| 60 m gát        | Michelle Freeman · Jamaica                                                                        | 7,82 CR    | Gillian Russell · Jamaica                                                                    | 7,84 PB      | Cheryl Dickey · Egyesült Államok                                       | 7,84 PB    |
| Magasugrás      | Sztefka Kosztadinova · Bulgária                                                                   | 202 cm     | Inha Babakova · Ukrajna                                                                      | 200 cm NR    | Hanne Haugland · Norvégia                                              | 200 cm NR  |
| Rúdugrás        | Stacy Dragila · Egyesült Államok                                                                  | 440 cm WR  | Emma George · Ausztrália                                                                     | 435 cm       | Cai Weiyan · Kína                                                      | 435 cm AR  |
| Távolugrás      | Fiona May · Olaszország                                                                           | 686 cm NR  | Chioma Ajunwa · Nigéria                                                                      | 680 cm       | Agata Karczmarek · Lengyelország                                       | 671 cm PB  |
| Hármasugrás     | Inna Laszovszkaja · Oroszország                                                                   | 15,01 m WL | Ashia Hansen · Nagy-Britannia                                                                | 14,70 m NR   | Šárka Kašpárková · Csehország                                          | 14,66 m NR |
| Súlylökés       | Vita Pavlis · Ukrajna                                                                             | 20,00 m    | Astrid Kumbernuss · Németország                                                              | 19,92 m      | Irina Korzsanyenko · Oroszország                                       | 19,49 m PB |
| 4 × 400 m váltó | Oroszország · Tatyjana Csebikina · Szvetlana Goncsarenko · Olga Kotljarova · Tatyjana Alekszejeva | 3:26,84 WR | Egyesült Államok · Shanelle Porter · Natasha Kaiser-Brown · Anita Howard · Jearl Miles Clark | 3:27,66 AR   | Németország · Anja Rucker · Anke Feller · Heike Meissner · Grit Breuer | 3:28,39    |
| Ötpróba         | Sabine Braun · Németország                                                                        | 4780 pont  | Mona Steigauf · Németország                                                                  | 4681 pont PB | Kym Carter · Egyesült Államok                                          | 4627 pont  |